# ديليب جوشي
ديليب جوشي هو ممثل هندي، ولد في 26 مايو 1968 في الهند.

## أعمال

### مسلسلات
- المنظور المختلف لتاراك ميهتا

## وصلات خارجية
- ديليب جوشي على موقع IMDb (الإنجليزية)
- ديليب جوشي على موقع قاعدة بيانات الفيلم (الإنجليزية)
- ديليب جوشي على موقع كينوبويسك (الروسية)